# جوزيف لويس ملنيك

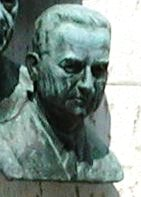
تمثال ملنيك

جوزيف لويس ملنيك (بالإنجليزية: Joseph L. Melnick)‏ (9 أكتوبر 1914 - 7 يناير 2001) عالم وبائيات أمريكي الذي أجرى أبحاثا طارئة حول انتشار شلل الأطفال، حيث وصفته صحيفة نيويورك تايمز بأنه «مؤسس علم الفيروسات الحديث».

## حياتة المبكرة وتعليمة
ولد ميلنيك في 9 أكتوبر 1914، في بوسطن وانتقل مع عائلته إلى نيو هيفن (كونيتيكت) عندما كان في السابعة من عمره. حصل على درجة البكالوريوس من جامعة ويسليان في عام 1936 وحصل على درجة الدكتوراه. في الكيمياء الفسيولوجية من جامعة ييل. أصبح عضوا في كلية ييل تحت جون بول، وكان اسمه أستاذ علم الأوبئة في عام 1954.

## أبحاث شلل الأطفال
وجدت الأبحاث التي أجراها ميلنيك أن الطريقة الأكثر انتشارا لتفشي شلل الأطفال هي التلوث البرازي، وعادة ما يكون ذلك بواسطة الأيدي المتسخة، وأن فيروس شلل الأطفال يمكن أن يستمر لفترات طويلة في المجاري. كما تم العثور على فيروسات أخرى، مثل التهاب الكبد، في المجاري، مما أدى إلى تحسين معايير التنقية. تم العثور على مستويات أعلى من فيروس شلل الأطفال في مياه الصرف الصحي خلال فصل الصيف، في نفس الوقت من السنة أن تفشي المرض كان في أشدها، والتي لاحظها جون بولس «تكلم بصوت عال لصالح فكرة أن فيروسات شلل الأطفال على نطاق واسع في السكان والبيئة فقط خلال مواسم الوباء». جنبا إلى جنب مع دوروثي هورستمان، نشر ميلنيك نتائج دراسة أظهرت أن شلل الأطفال يمكن أن ينتقل عن طريق الذباب، على الرغم من أنها لم تكن ناقلات أولية لهذا المرض. وكان من بين أول من اكتشف أن فيروس شلل الأطفال ينتمي إلى فئة أكبر تعرف الآن باسم الفيروسات المعوية - وهو شكل من أشكال الفيروسات التي يمكن أن تدخل الجهاز العصبي المركزي في ظل ظروف معينة - وكان من بين أولئك الذين اكتشفوا أن شلل الأطفال وغيره من الفيروسات المعوية نادرا ما تغزو الجهاز العصبي المركزي.

## كبير أطباء الفيروسات
تم اختيار ميلنيك كرائد في علم الفيروسات في تقسيم المعايير البيولوجية في معاهد الصحة الوطنية الأمريكية في عام 1957. وقد تم تعيينه من قبل كلية بايلور للطب في عام 1958 كأول رئيس لقسم المدرسة في علم الفيروسات وعلم الأوبئة. وأظهرت الأبحاث التي نشرها في عام 1960 أن شكل اللقاح المخفف المستخدم في لقاح شلل الأطفال الفموي الذي وضعه ألبرت سابين كان أقل ضررا بالجهاز العصبي من اللقاحات المماثلة. ووجدت دراسة أجراها أن لقاح شلل الأطفال يمكن تخزينه لفترات طويلة باستخدام كلوريد المغنسيوم كمادة حافظة، مما يلغي الحاجة إلى التبريد. تم تعيين ميلنيك عميدا لعلوم الدراسات العليا في بايلور في عام 1968، وهو منصب شغله حتى عام 1991. جنبا إلى جنب مع جراح القلب مايكل ديباكي، حقق ميلنيك في الآثار المحتملة لل فيروس المضخم للخلايا قد يكون على أمراض القلب التاجي.
وجدت الأبحاث التي قام بها ميلنيك مع فريق ساينس في بايلور ونُشرت أدلة في مجلة العلوم في عام 1968 على تورط الفيروسات، بما في ذلك فيروس الهربس البسيط, كسبب لبعض أشكال سرطان عنق الرحم.
استخدم نظام لعلاج تفشي مرض شلل الأطفال في الثمانينات في قطاع غزة والضفة الغربية بجهد مشترك بين المسؤولين الصحيين الإسرائيليين والفلسطينيين مجموعة من الأشكال الحية الموهنة والمعطلة من لقاح شلل الأطفال على النحو الذي أوصى به ملنيك وناتان غولدبلوم، لأن أولئك الذين يتلقون أربع جرعات من لقاح شلل الأطفال الفموي وحده لا يزالون عرضة لشلل الأطفال.
قام ملنيك، وهو محرر لعدة مجلات علمية، بكتابة وتحرير قسم علم الفيروسات في نص موحد على علم الأحياء الدقيقة.. وقد اعترف ملنيك بمعهد سابين للقاحات في عام 1996 مع ميدالية ألبرت ب. سابين الذهبية، واعترف بأبحاثه الرائدة في دراسة شلل الأطفال كما قام بتدريب أكثر من 100 طبيب لدراسة علم الفيروسات خلال حياته المهنية.
توفي ميلنيك في سن 86 في 7 يناير 2001، في هيوستن (تكساس)، نتيجة مضاعفاتمرض آلزهايمر.